# گلنبروک (نوادا)
گلنبروک، نوادا (به انگلیسی: Glenbrook, Nevada) یک سکونتگاه مسکونی در ایالات متحده آمریکا است که در نوادا واقع شده‌است.

## خصوصیات
گلنبروک ۱۰٫۴ کیلومترمربع مساحت و ۲۱۵ نفر جمعیت دارد و ۱٬۹۰۵٫۰۲ متر بالاتر از سطح دریا واقع شده‌است.